# LoveGame
„LoveGame” – czwarty singel amerykańskiej piosenkarki pop Lady Gagi pochodzący z jej debiutanckiego albumu The Fame stworzony przez producenta RedOne i nią samą. Został wydany 24 marca 2009 w Kanadzie.

## Teledysk
Reżyserem teledysku do „LoveGame” był Joseph Kahn. Klip był kręcony w Los Angeles i miał swoją premierę 13 lutego 2009.
Klip rozpoczyna się napisem: „Streamline present”, a następnie przedstawiona jest naga Lady Gaga z brokatem na jej ciele i dwóch mężczyzn obok niej mających napisane na głowach: „Love” (Miłość) i „Fame” (Sława). Potem ponownie jest napis: „Haus of Gaga”. Piosenkarka tańczy w metrze, przed schodami, na parkingu z tancerzami oraz jest przebrana za policjantkę.

## Lista utworów
- Kanadian iTunes Single

1. "LoveGame" (Space Cowboy Remix) - 3:19
2. "LoveGame" (Robots to Mars Remix) - 3:13

- American iTunes Remix Single

1. "LoveGame" (Robots to Mars Remix) - 3:13

## Pozycje na listach
W Kanadzie utwór debiutował na liście Kanadian Hot 100 we wrześniu 2008 r. na pozycji #68 przed oficjalną premierą. Dnia 7 marca 2009 wspiął się on na pozycję #29, a w następnym tygodniu #9. Następnie przez tydzień zajmował pozycję 2, a obecnie "LoveGame" jest tam na pozycji #5 i jest to już trzeci singel piosenkarki, któremu udało się dotrzeć do czołowej piątki.
| Notowanie (2009)                        | Najwyższa pozycja |
| --------------------------------------- | ----------------- |
| Australia Australian Singles Chart      | 4                 |
| Bułgaria Bulgarian National Top 40      | 1                 |
| Kanada Canadian Hot 100                 | 2                 |
| Finlandia Finnish Singles Chart         | 5                 |
| Francja France Singles Chart            | 5                 |
| Holandia Holandia Singles Chart         | 5                 |
| Irlandia Ireland Singles Top 50         | 30                |
| Niemcy Niemcy Singles Chart             | 7                 |
| Nowa Zelandia New Zealand Singles Chart | 12                |
| Wielka Brytania UK Singles Chart        | 19                |
| US Singles Top 100                      | 24                |
| Billboard Hot 100                       | 5                 |

## Historia wydania
| Region            | Data            | Format           |
| ----------------- | --------------- | ---------------- |
| Kanada            | 24 marca 2009   | Digital download |
| Australia         | 1 maja 2009     | Singel CD        |
| Stany Zjednoczone | 31 marca 2009   | Digital download |
| Stany Zjednoczone | 12 maja 2009    | Airplay          |
| Niemcy            | 26 czerwca 2009 | Singel CD        |